# Гнинский, Ян Кшиштоф
Ян Кшиштоф Гнинский (пол. Jan Gniński, 1647—1703) — государственный, политический и военный деятель Речи Посполитой, воевода черниговский (1678—1680), брацлавский (1685—1694) и поморский (1694—1703), староста радзыньский (с 1680), кнышинский (с 1690), гродецкий (с 1690) и скаршевский (с 1694).

## Биография
Представитель польского дворянского рода Гнинских герба «Трах». Сын подканцлера великого коронного и воеводы мальборкского Яна Гнинского (ок. 1625—1685) и Дороты Яскульской.
В 1678 году Ян Кшиштоф Гнинский получил должность воеводы черниговского, в 1685 году был назначен воеводой брацлавским, а в феврале 1694 года стал воеводой поморским.
В 1670 года женился на Терезе Потоцкой, дочери воеводы брацлавского Януша Потоцкого (ок. 1616—1675) и Терезы Цетнер.